# 커버댄스 페스티벌 K-POP 로드쇼 40120
커버댄스 페스티벌 K-POP 로드쇼 40120은 대한민국 예능프로그램으로 2011 K-POP 커버댄스 페스티벌을 기본적인 내용으로 담고 있다. 2011년 9월 22일 1화를 시작으로 2011년 11월 17일 8화를 끝으로 종영한 프로그램이다.

## 기획의도
2011년, 전 세계적으로 퍼진 K-POP 열풍으로 K-POP의 인기를 표현하는 행위 중의 하나인 커버댄스의 실력을 겨루는 축제를 열어 전 세계의 K-POP 열풍의 열기 체험과 홍보를 목적으로 만든 프로그램으로 총 65개국 1700여팀이 예선참가를 하였다.

## 커버댄스
본 방송에서는 "팬코스프레의 일종으로, 특정가수의 댄스를 모방하는 행위를 일컫는 말"로 표현하고 있다.

## 대회심사기준
대회심사기준은 아래와 같다.
- 온라인 지역예선은 기본 배틀 포인트 <동영상조회수(30%) + 추천투표수(30%)>의 합산 결과에 오프라인 전문가 심사위원단 평가점수(40%)를 반영하여 지역별 최종 20팀의 오프라인 지역예선 참가 팀을 선정한다, 오프라인 지역예선은 참가 신청 국가들 중 가장 많은 참여율을 보인 7개 지역( 러시아,  브라질,  일본,  미국,  스페인,  태국,  대한민국)에서 총 140팀 선정했다.
- 오프라인 지역예선 참가 확정 팀 대상으로 사전 예선 참가 여부를 E-mail롤 확인 후 참가의사가 확인된 팀의 경우 오프라인 지역 예선에 참가한다. (오프라인 지역예선 참가 비용은 참가자 부담이 원칙이다.)
- 오프라인 지역예선은 7개 지역 현지에서 심사위원단의 평가를 통해 최종 본선 진출팀을 최고 4팀에서 최저 1팀을 기준으로 총 15개 팀을 선정한다. (심사위원단은 대한민국의 경우 대한민국의 유명 안무가, 음악가, CF감독 등 전문가로 구성된 심사위원단을 나머지 6개국은 대한민국 아이돌 그룹이 현지를 방문해 심사를 한다.)
- 일정과 지리 상 오프라인 지역예선을 진행하지 못하는 지역의 경우를 위해 온라인 지역예선 결과를 바탕으로 재심사를 거친 후 20개 팀을 선정해 온라인 심사 방식을 통해 마지막 본선 진출 1팀을 선발하는 와일드 카드 제도를 시행한다.
- 본선 대회의 심사기준은 대한민국 아이돌 그룹 11팀 57명과 전문가의 점수를 합산하여 상위 3팀에게 상패를 수여한다. 상위 3팀에게는 상패와 메달이 제공되고, 1등 팀은 한류 드림 콘서트에서 공연을 할 수 있는 기회를 부여받는다.

## 방송내용

### 1화 (러시아예선)

#### 방송의도 및 각 국가별 K-POP 열풍 소개
- 1시간 45분 특집방송
- MC: 윤도현
- 국가별 K-POP 열풍 소개( 일본 도쿄,  미국 LA,  러시아 모스크바,  브라질 상파울루,  태국 방콕,  우크라이나 키예프)

#### 지역 예선 및 활동
- 러시아 예선 MC: 정형돈
- 러시아 예선 심사위원: 샤이니
- 샤이니, 플래시 몹 도전

- 1차 플래시 몹: 구세주 그리스도 대성당, 100명 성공
- 2차 플래시 몹: 아르바트 거리, 200명 성공
- 3차 플래시 몹: 모스크바 붉은 광장, 300명 성공

- 9월 6일, 모스크바 미르 극장에서 개최하였으며, 온라인 심사를 통과한 18개 팀이 참가함.
- 만장일치로 통과한 10팀 중 2팀이 파이널 무대 진출

-  러시아, 페브리스 에로티카(Febris Erotica)
-  러시아, 레인스 걸스(Rain's girls)

- 모스크바 세종학당 학생들과 OX퀴즈

### 2화 (브라질예선 1편)

#### 지역 예선 및 활동
- 브라질 예선 심사위원: 엠블랙
- 엠블랙, 브라질 방송국 헤지 TV의 음악 방송 <레이뚜라 지나미까> 진행자, 헤나따와의 만남 및 방송 출연
- 9월 7일, 상파울루 파울리스타 거리의 클럽에서 개최하였으며, 온라인 심사를 통과한 20개 팀이 참가함.
- 엠블랙, K-POP 열혈팬인 미용사 루아나와의 만남 (미르, 네이마르 헤어스타일로 변신)

### 3화 (일본예선 1편,브라질예선 2편)

#### 지역 예선 및 활동 (일본)
- 일본 예선 MC: 김현기, 조혜련, 티아라
- 일본 예선 심사위원: 카라
- 티아라, 풍선맨의 쇼킹 K-POP 현장 공개

- 3살부터 춤춘다. (K-POP 댄스 전문 학원 소개)
- 식당이 춤춘다. (티아라, 식당 종업원들이 K-POP 댄스를 추는 식당 방문)
- 소녀시대에 남자가 있다. (티아라, 일본 유명 가수인 아무로 나미에의 백댄서이자 엔도 시대의 리더, 엔도 유키와의 만남)

- 9월 11일, 도쿄에서 개최하였으며, 온라인 심사를 통과한 22개 팀이 참가함.

#### 지역 예선 및 활동 (브라질)
- 브라질 팬들, 엠블랙을 위한 플래시 몹 깜짝 선물
- 엠블랙, 상파울루의 루스 공원에서 인디 밴드, <시부야 록스타>와의 만남
- 만장일치로 통과한 5팀 중 1팀이 파이널 무대 진출

-  브라질, 컬러스(Kolors)

### 4화 (일본예선 2편)

#### 지역 예선 및 활동
- 만장일치로 통과한 6팀 중 3팀이 파이널 무대 진출

-  일본, 브티크(BTICK)
-  일본, 코토립(Kotorip)
-  일본, 우마이보우(UMAIBOW)

### 5화 (미국예선)

#### 지역 예선 및 활동
- 미국 예선 MC: 오상진
- 미국 예선 심사위원: 미쓰에이 (수지, 민), f(x) (빅토리아, 엠버)
- 미국의 K-POP 열기와 미국 유명 안무가, 제이클 나잇의 K-POP 평가
- 글로벌 miss A와 f(x) 결성 미션
- 글로벌 miss A와 f(x) 결성 후 안무 대결(miss A 승리)
- 9월 11일, LA(로스앤젤레스) 유니버설 스튜디오에서 개최하였으며, 온라인 심사를 통과한 20개 팀이 참가함.
- 만장일치로 통과한 10팀 중 4팀이 파이널 무대 진출

-  미국, 크리에이트(Kre8)
-  미국, 할리마 도도(Halima DoDo)
-  미국, 빈센트(Vincent)
-  미국, 에비 펜(Abby Pen)

### 6화 (스페인유럽 지역 예선)

#### 지역 예선 및 활동
- 스페인, 유럽 예선 심사위원: 비스트
- 예선 참가팀 주노걸스 소개 및 이야기
- 마드리드 공항에 입국하는 예선 참가 팀들 인터뷰
- 비스트, 스페인의 싱어송라이터인 러시안 레드와의 만남
- 비스트, 스페인의 밀레니엄 합창단과의 만남
- 9월 19일, 마드리드 공원 야외 무대에서 개최하였으며, 온라인 심사를 통과한 17개 팀이 참가함.
- 비스트와 밀레니엄 합창단과의 K-POP 로드 콘서트
- 만장일치로 통과한 7팀 중 3팀이 파이널 무대 진출

-  루마니아, 주노걸스(Junno girls)
-  스페인, 키라라 & 코가(Kirara & Koga)
-  프랑스, 민피(Minfi)

### 7화 (태국예선)

#### 지역 예선 및 활동
- 태국 예선 MC: 김신영
- 태국 예선 심사위원: 2PM
- 2PM, 방콕 시청에서의 글로벌 게릴라 콘서트 도전 (2시간 안에 2000명 모으기)
- 태국의 K-POP 열기와 커버댄스의 열기와 수준 소개
- 9월 18일, 방콕 시나카린 대학에서 개최하였으며, 온라인 심사를 통과한 20개 팀이 참가함.
- 2PM, 방콕 시청에서의 글로벌 게릴라 콘서트 성공 (최종 인원수 4271명)
- 만장일치로 통과한 8팀 중 1팀이 파이널 무대 진출

-  태국, 넥스트 스쿨(Next School)

### 8화 (경주파이널 본선 무대)

#### 온라인 심사
- 온라인 심사위원: 슈퍼주니어
- 온라인 1차 심사를 통과한 20개 팀이 참가함.
- 만장일치로 통과한 3팀 중 1팀이 파이널 무대 진출

-  나이지리아, 슈퍼지리아(Supergiria)

#### 파이널 본선 무대
- 1시간 12분 특집방송
- 10월 3일, 경주 실내 체육관에서 파이널 본선 무대 개최
- 파이널 본선 무대 MC: 소녀시대(유리, 티파니), 윤도현, 정형돈
- 파이널 본선 무대 심사위원: 소녀시대, 비스트, 포미닛, 엠블랙, 티아라, 시크릿, 씨스타, 라니아, 애프터 스쿨, 쇼콜라, B1A4
- 참가팀 소개 (참가팀은 아래와 같다)

- 유럽 대표 (5팀)

-  프랑스, 민피(Minfi)
-  스페인, 키라라 & 코가(Kirara & Koga)
-  루마니아, 주노걸스(Junno girls)
-  러시아, 페브리스 에로티카(Febris Erotica)
-  러시아, 레인스 걸스(Rain's girls)

- 아프리카 대표 (1팀)

-  나이지리아, 슈퍼지리아(Supergiria)

- 북미 대표 (4팀)

-  미국, 에비 펜(Abby Pen)
-  미국, 크리에이트(Kre8)
-  미국, 할리마 도도(Halima DoDo)
-  미국, 빈센트(Vincent)

- 남미 대표 (1팀)

-  브라질, 컬러스(Kolors)

- 아시아 대표 (5팀)

-  일본, 우마이보우(UMAIBOW)
-  일본, 브티크(BTICK)
-  일본, 코토립(Kotorip)
-  태국, 넥스트 스쿨(Next School)
-  대한민국, ZN주니어(ZN Junior)

- 소녀시대와 참가팀들의 퀴즈대결 <All about Korea 30>
- 파이널 본선 무대 수상팀

- 금상 -  러시아, 페브리스 에로티카(Febris Erotica)
- 은상 -  일본, 코토립(Kotorip)
- 동상 -  태국, 넥스트 스쿨(Next School)

## 같이 보기
- K팝 커버댄스 페스티벌
- 스테이지 K (JTBC)